# ビッグバンドビート
『ビッグバンドビート』 (Big Band Beat) は、2006年7月14日から東京ディズニーシーのブロードウェイ・ミュージックシアターで行われているショー。

## 概要
2006年7月4日まで公演された『アンコール!』の後を受けて、『東京ディズニーシー5thアニバーサリー』開催中の期間限定のショーとして始まった。開始当時は2007年3月末で終了する予定であったが、続演が決定し2016年3月19日まで上演が続けられた。2016年3月19日からはリニューアルに向けてクローズとなり、2016年4月15日よりリニューアル版の公演が行われている。
スウィング・ジャズを中心とした音楽のレヴューショーとなっており、シンガーの歌、バンドの演奏と共に様々な形でジャズ音楽を表現する。
曲中では、ダンサーのパフォーマンスに加え、要所にディズニーキャラクターが登場する。
ショーのタイトルにある"ビッグバンド"とは、大人数編成によるアンサンブル形式のバンドのことであり、ショーではオープニングからステージ上にビッグバンドが登場し演奏を披露する。ショーで演奏をしているバンドは『ビッグバンドビート・ジャズオーケストラ』と呼ばれている。編成は、サックスセクション4本、トランペットセクション3本、トロンボーンセクション3本、リズムセクションがピアノ、ベース、ドラムス各1（終盤はドラムス2）となっている。
内容的には、2004年の4月27日から7月14日にかけて東京ディズニーシーで開催されたスペシャルイベント『ザッツ・ディズニーテイメント』のバージョンアップ版という見方もできる。ビッグバンドビートの中では『ザッツ・ディズニーテイメント・スターライトジャズ』で使われた楽曲が似た演出で上演されたり、同じ衣装のダンサーが登場する。
クライマックスには『ザッツ・ディズニーテイメント・ウィズ・ミッキー』と同様、ドラムスを演奏するミッキーが登場し、バンドとのセッションを披露する。
2016年4月15日から開催されるアニバーサリーイベント『東京ディズニーシー15周年“ザ・イヤー・オブ・ウィッシュ”』の開催に合わせ、ショー内容やコスチュームをリニューアルすることが2015年6月11日に発表された。
そして2025年9月30日を持って公演終了することが11月11日に発表された

## 座席抽選
2009年11月10日から鑑賞には指定席券が必要になった。指定席券は先着順ではなく抽選によって配布され、入園の際に使用したパスポート1枚につき抽選ができるのは1回のみである。そのため、抽選の結果に関わらず、再度他の公演の抽選を行うことはできない。
抽選はメディテレーニアンハーバーのビリエッテリーア(以下、抽選所)で開園時刻から各ショーの公演開始45分前まで行っている。
なお、抽選を行わず全公演で先着順での案内となる日もある。具体的には、閑散期や夜間貸切営業日などにより公演回数が通常より少ない日などが該当する。その場合は、抽選所やパークインフォメーションボードで、抽選を行わない事を公表している。
現在は、毎月25日に翌月分の抽選実施日を公式サイトで公表している。
2015年11月2日からはスマートフォン専用アプリ「ショー抽選アプリ」を利用することで、パーク内であればどこからでも抽選できるようになった。「ショー抽選アプリ」も抽選所と同様、開園時刻から各ショーの公演開始45分前まで抽選が可能である。
なお、抽選対象範囲は以下の通り数回変更されている。
- 抽選導入当初は当時は全席指定席であったため、抽選に外れた場合ショーを鑑賞することは不可能であった。
- 2011年10月1日から、抽選が行われる日でも1回目公演の全席及び2回目公演以降の2階席の抽選は行わない方式に変更され、抽選に外れた場合でも全ての公演が先着順で鑑賞可能となった。
- 2016年2月1日から抽選実施日の1階席は1回目公演を含めて全公演で抽選が実施されるようになった。なお、2階席は引き続き先着順での案内である。
- 2016年11月1日から抽選実施日の1回目公演は、全席抽選を行わない方式に戻された。

以上を経て2019年現在は2回目公演以降の1階席のみ抽選による指定席券配布、それ以外(1回目公演の全席と2回目公演以降の2階席)は先着順での案内という状況である。

## 使用楽曲 （2016年〜）
2016年4月15日よりリニューアルが行われ、出演キャラクター、演目、演出の変更が行われた。ミッキーマウス、ミニーマウス、デイジーダックが引き続き登場する。マリーは登場しなくなったが、グーフィーが登場する。
一般的な演奏曲を以下に記す。
1. スイングしなけりゃ意味がない It Don't Mean a Thing (If It Ain't Got That Swing)
以前のものとはアレンジ違い
2. 夜も昼も Night And Day
3. A列車で行こう Take the 'A' Train
4. ザ・レディ・イズ・ア・トランプ The Lady Is A Tramp
5. サヴォイでストンプ Stompin' at the Savoy
6. Jumpin' Jive
7. ビューグル・コール・ラグ Bugle Call Rag
8. Diga Diga Doo （ジミー・マクヒュー作曲）
9. 頬よせて Cheek to Cheek
10. Four Brothers
11. バンドメンバー紹介 Band Introduction
以下のうちから1曲。
  - オール・オブ・ミー　All of Me
  - ス・ワンダフル 'S Wonderful
  - Bye Bye Blackbird
12. シング・シング・シング Sing, Sing, Sing
13. カーテンコール スイングしなけりゃ意味がない It Don't Mean a Thing (If It Ain't Got That Swing)[注釈 3]

## 使用楽曲 （〜2016年）
一般的な演奏曲を以下に記す。
1. スイングしなけりゃ意味がない It Don't Mean a Thing (If It Ain't Got That Swing)
2. ピアノブレイク Piano Break
3. ブルース・イン・ザ・ナイト Blues in the Night
4. チャタヌーガ・チュー・チュー Chattanooga Choo Choo
5. タキシード・ジャンクション Tuxedo Junction
6. ジャズ・ベビー Jazz Baby
7. リトル・ジャズ・バード Little Jazz Bird
8. アイ・ラブ・ピアノ I Love A Piano（1915年、アーヴィング・バーリン）
9. イン・ザ・ムード In the Mood
10. バンドメンバー紹介 Band Introduction
11. オール・オブ・ミー　All of Me
12. シング・シング・シング Sing Sing Sing
13. カーテンコール Curtain Call　(スイングしなけりゃ意味がない)

システム調整により異なる楽曲が上演されることもある。（例：「ブルース・イン・ザ・ナイト」が、「粋なご婦人 (Sophisticated Lady) 」と差し替えられる。この曲は前述のスターライトジャズで使用されていた曲であり、同じような演出で上演される。）
尚、「粋なご婦人」以外の上記の楽曲は全て全国で販売されているCD『東京ディズニーシー ビッグバンドビート』に収録されている。

## クリスマス・スペシャル （〜2015年）
ビッグバンドビートが始まった2006年から毎年、クリスマスシーズンのスペシャルイベント開催期間中は、ビッグバンドビート〜クリスマス・スペシャル〜（Big Band Beat 〜Chiristmas Special〜)としてショーの一部の内容を変更したスペシャルバージョンで公演している。
このショーの開始以降（TDS 5周年以降）ではウォーターフロントパークでのクリスマスショーが行われない時期があったこともあり、キャンドルライト・リフレクションズと並んでハーバーサイド・クリスマスを代表するショーとなっていた。クリスマスバージョンのビッグバンドビートは通常版以上に人気があり、混雑時にはショーがスタートする時間よりもかなり前に、案内を締め切ることも多い。2009年より、抽選による座席鑑賞券の配布を開始した。
通常版との変更点は次のとおり。
- 通常版の公演時間は30分だが、本公演の公演時間は35分とアナウンスされる。
- タキシード・ジャンクションまでは通常版。なおタキシード・ジャンクションでの出演者は通常版のイン・ザ・ムードのコスチュームを着用する。
- ジャズ・ベイビーズ〜オール・オブ･ミーの部分がクリスマスソングをジャズアレンジした内容となる。
- 通常版で出演するマリーは出演せず、代わりにグーフィー、ドナルドダックが登場する。
- 後半、以前東京ディズニーランド (TDL)のキャッスルショーやTDSのウォーターフロントパークのショーで恒例となっていたサンタガールズのラインダンスが披露される。ビッグバンドビート開始以降ではTDLのキャッスルショーやウォーターフロントパークでのショーでは行われておらず（そもそもキャッスルショーが行われない時期もあったが）、移植した形になったと言える。
- シング・シング・シング以降は、出演キャラクター変更に伴うカーテンコール時の紹介の変更、挨拶が「Merry Christmas」となる他は通常版と同じ。

使用楽曲
1. スイングしなけりゃ意味がない
2. ピアノブレイク　Piano Break
3. ブルース・イン・ザ・ナイト
4. チャタヌーガ・チュー・チュー
5. タキシード・ジャンクション
6. ジングルベル
7. フロスティー・ザ・スノーマン
8. そりすべり
9. ウィンター・ワンダーランド
10. ホワイト・クリスマス
11. サンタが街にやって来る
12. サンタクロースがやって来る
13. A Holly Jolly Christmas
14. もみの木
15. ジングルベル・ロック
16. Santa Baby
17. ひいらぎかざろう
18. Let It Snow! Let It Snow! Let It Snow!
19. シング・シング・シング
20. カーテンコール　Curtain Call　(スイングしなけりゃ意味がない)

## カウントダウンバージョン
2006年12月31日から翌年の1月1日にかけて開催された「東京ディズニーシー・ニューイヤーズ・イヴ・セレブレーション2007」では、ビッグバンドビートもカウントダウンバージョンとして公演された。
カウントダウンバージョンではショーが2部構成となっており、第1部ではビッグバンドビートに出演するバンド、シンガーのメンバーによるセッション等の特別なプログラムが行われた。その後の第2部では通常の公演内容に2007年に向けてのカウントダウンのシーンが追加（「オール・オブ・ミー」後に出演者がステージ上に登場し、カウントダウンが行われ、年越し後に暗転、「シング・シング・シング」が始まる）されたものが行われた。
2007年12月31日も上記と同様にカウントダウンバージョンが公演された。公演は同様に2部構成だったが、第1部では前年と違った曲が披露された。またスペシャルゲストとしてプルートも出演。
2008年から2010年（ニューイヤーズ・イヴ・セレブレーション2011）の大晦日も同様に行われた。
2011年の大晦日（ニューイヤーズ・イヴ・セレブレーション2012）以降は、カウントダウンバージョンの公演は行われていない。年内、年明け後に通常公演（出演者のスピーチなどでの時候の挨拶はある）が開催されている。

## ニューイヤーバージョン
ショーの内容は通常と変わらないが、お正月期間中はエンディングでキャラクター達が『Happy New Year!』と声を揃えて新年のご挨拶をする。

## ア・ラ・カルトバージョン
2007年10月12日は、その期間（9月12日〜10月31日）に開催中だったスペシャルイベント『ディズニー・ア・ラ・カルト』の一環として、女優・歌手の松下奈緒をゲストに迎えた1日限りのスペシャルバージョンが上演された。ショー中の曲も大幅に変更され、その中では松下奈緒のピアノ演奏なども取り入れられた。

## ア・スペシャルトリート
新型コロナウイルス感染症の影響により2020年2月29日より公演休止となっていたが、2021年4月1日より一部内容変更の上で「ビッグバンドビート〜ア・スペシャルトリート〜」として公演が再開された。スウィング・ジャズを中心としたレビューショーといったコンセプトは維持したまま、安全対策のために演出と構成の一部が変更されている。

## グッズ
東京ディズニーシー内では、ビッグバンドビートに関連するグッズが販売されている時期があった。商品にはポストカードやぬいぐるみ、マグカップのほか、ドラムスティックやギターピックなどもあった。

## 事件・事故
- 2009年8月10日より17日まで、予定されていた公演は急遽休演となった。8月13日から8月17日の間、ブロードウェイ・ミュージックシアターでは代わりとして、キャラクターとダンサーによる簡単なミニショー『ショータイム・フレンズ』が公演された。
- 2017年8月13日に、抽選システムの不具合により当日の抽選による座席券配布はなくなり、初回公演同様に先着順での座席券配布での対応となるトラブルが発生した。
- 2017年10月17日に、初回公演の開場直前に出演者控室で火災が発生。出演者らが避難し消防隊が駆けつける騒ぎとなった。幸い初期消火により大事には至らなかったようだが、この影響でこの日の公演は全回中止となった。なお翌10月18日より公演を再開している[7]。